# Raymond McCreesh
Raymond McCreesh, né le 25 février 1957, mort le 21 mai 1981, est un membre de la brigade d'Armagh Sud de l’IRA provisoire.

## Jeunesse
Raymond Peter McCreesh, septième d’une fratrie de huit enfants, est né le 25 février 1957 à Camlough. Sa famille lui transmit ses ferventes aspirations républicaines et il fut actif au sein du mouvement dès seize ans. Il rejoint la branche jeunesse de l’IRA, Fianna Éireann, en 1973, puis, la même année, la brigade d’Armagh Sud. Parallèlement, il travailla brièvement comme ouvrier de métallurgie dans une usine loyaliste à Lisburn, mais des tensions sectaires l’incitèrent rapidement à s’en éloigner. Il fut alors embaucher comme livreur de lait dans le comté d’Armagh, ce qui lui permit d’acquérir une fine connaissance de la région tout en observant les mouvements des patrouilles de l’armée britannique.

## Capture et condamnation
Le 25 juin 1976 vers 21h30, McCreesh circulait près de Camlough, à bord d’une voiture réquisitionnée, en compagnie de trois autres volontaires de l’IRA. Leur objectif était de tendre une embuscade à un poste d’observation britannique qu’ils avaient repéré sur la route reliant Newry à Newton Hamilton. Ils ignoraient qu’un autre poste d’observation, à un demi-mile de là, les avait repérés et aussitôt appelé un hélicoptère en renfort.
McCreesh et l’un de ses complices, Paddy Quinn, furent capturés le jour même et Danny McGuinness le lendemain, alors que le conducteur, Séamus Quinn, parvint à s’enfuir.
Le 2 mars 1977, McCreesh et Paddy Quinn furent condamnés à 14 ans de prison pour tentative de meurtre et possession d’une arme à feu, ainsi que cinq ans supplémentaires pour participation à l’IRA.
Lors de son arrestation, McCreesh était en possession d’un fusil Armalite, que le Service de police d'Irlande du Nord a relié au massacre de Kingsmill en 1976, dont les auteurs n’ont jamais été formellement confondus, le meurtre d’un connétable de la police royale de l'Ulster et d’un fusiller en 1974 à Meigh, la tentative de meurtre d’un fermier protestant à Camlough en 1975, à qui il livrait du lait et à l’attaque d’un hélicoptère de l’armée à Forkhill en 1976.

## Grève de la faim
Raymond McCreesh participa au blanket protest dès son arrivée en prison et refusa de recevoir la visite mensuelle à laquelle il avait droit. Il fut le troisième à rejoindre la grève de la faim de 1981 et en mourut après 61 jours. Il fut enterré à Camlough avec les honneurs militaires de l'IRA.

## Parc Raymond McCreesh
En 2001, un parc de jeux pour enfants à Newry a été nommé d’après Raymond McCreesh, sur une motion commune de représentants du Sinn Féin et du Parti social-démocrate et travailliste. À la suite de protestations de représentants unionistes, le conseil du comté lança deux consultations auprès du voisinage et la majorité des personnes qui répondirent à l’appel se prononcèrent en défaveur de cette décision, le conseil décida de la maintenir. La Commission de l’égalité, dont l’objectif est de promouvoir l’égalité des opportunités et les bonnes relations entre les citoyens de religions et opinions politiques différentes, a été saisie de l’affaire 7 mars 2013.